# Ada Condeescu
Ada Condeescu (Bucarest, 2 luglio 1988) è un'attrice romena.

## Biografia
Nel luglio del 2011 ha vinto il premio Cuore di Sarajevo come migliore attrice al Sarajevo Film Festival per il ruolo di Veli nel film Loverboy. Nel 2012 ha vinto il trofeo "Shooting Stars" al Festival di Berlino. 
È sposata con il regista Cătălin Mitulescu con il quale ha due figlie.

## Filmografia
- Se voglio fischiare, fischio - regia di Florin Şerban (2010)
- Loverboy - regia di Cătălin Mitulescu (2011)
- Love Island - regia di Jasmila Žbanić (2014)
- Dincolo de calea ferată - regia di Cătălin Mitulescu (2016)
- Heidi  - regia di Cătălin Mitulescu (2019)
- Est - Dittatura Last Minute - regia di Antonio Pisu (2020)
- Copacul dorințelor: Amintiri din copilărie - regia di Andrei Huțulea (2022)